# Donji Banjani
Donji Banjani (en serbe cyrillique : Доњи Бањани) est un village de Serbie situé dans la municipalité de Ljig, district de Kolubara. Au recensement de 2011, il comptait 178 habitants.

## Démographie
| 1948 | 1953 | 1961 | 1971 | 1981 | 1991 | 2002 | 2011 |
| ---- | ---- | ---- | ---- | ---- | ---- | ---- | ---- |
| 428  | 430  | 403  | 366  | 297  | 248  | 224  | 178  |

|  |